# Atya
Atya là một chi tôm nước ngọt của họ Atyidae. Dọc theo quần đảo Antilles và Đại Tây Dương và Thái Bình Dương, dốc của miền Trung và Nam Mỹ và ở miền tây Châu Phi.

## Loài
- Atya africana Bouvier, 1904
- Atya brachyrhinus Hobbs & Hart, 1982
- Atya crassa (Smith, 1871)
- Atya dressleri Abele, 1975
- Atya gabonensis Giebel, 1875
- Atya innocous (Herbst, 1792)
- Atya intermedia Bouvier, 1904
- Atya lanipes Holthuis, 1963
- Atya margaritacea A. Milne-Edwards, 1874
- Atya ortmannioides Villalobos, 1956
- Atya scabra (Leach, 1815)